# Sunshine on Leith
Sunshine on Leith è un film del 2013 diretto da Dexter Fletcher, adattamento dell'omonimo musical basato sulle canzoni del gruppo folk-rock scozzese The Proclaimers, qui presenti in un cameo. È stato presentato al Toronto International Film Festival 2013.
I brani musicali, arrangiati da Paul Englishby, sono eseguiti dallo stesso cast.

## Trama
Due amici tornano a Leith dopo un periodo di servizio militare in Afghanistan, ma trovano difficoltà a riadattarsi alla vita di tutti i giorni.